# Vingerdier
Het vingerdier of de ayeaye (Daubentonia madagascariensis) is de grootste nachtactieve maki en is endemisch op Madagaskar. De wetenschappelijke naam van de soort werd voor het eerst geldig gepubliceerd door Johann Friedrich Gmelin in 1788. Het is de enige nog levende soort uit de familie van de vingerdieren (Daubentoniidae).

## Taxonomie en naamgeving
De wetenschappelijke naam Daubentonia madagascariensis werd voor het eerst geldig gepubliceerd door Johann Friedrich Gmelin in 1788. Hij gaf het geslacht de naam Daubentonia ter ere van de ontdekker, de Franse zoöloog Louis Daubenton. De naam 'ayeaye' is afgeleid van hay-hay, de inheemse naam voor het diertje. De Nederlandse soortnaam 'vingerdier' heeft het dier te danken aan zijn opvallende middelvingers.
In eerste instantie werd gedacht dat het vingerdier een knaagdier was, verwant aan de eekhoorn. Pas rond 1850 werd hij als lemuur geklasseerd. Het vingerdier heeft weinig overeenkomsten met andere lemuren en werd daarom in een nieuwe infraorde geplaatst: Chiromyiformes. De naam van de familie is Daubentoniidae (Vingerdieren). In 1934 werd een fossiel gevonden dat onder dezelfde familie en hetzelfde geslacht werd gepubliceerd, de uitgestorven Daubentonia robusta.
In 2008 plaatste een team van biologen de familie van de vingerdieren onder de superfamilie Lemuroidea, waarmee de infraorde Chiromyiformes verdween.

## Kenmerken

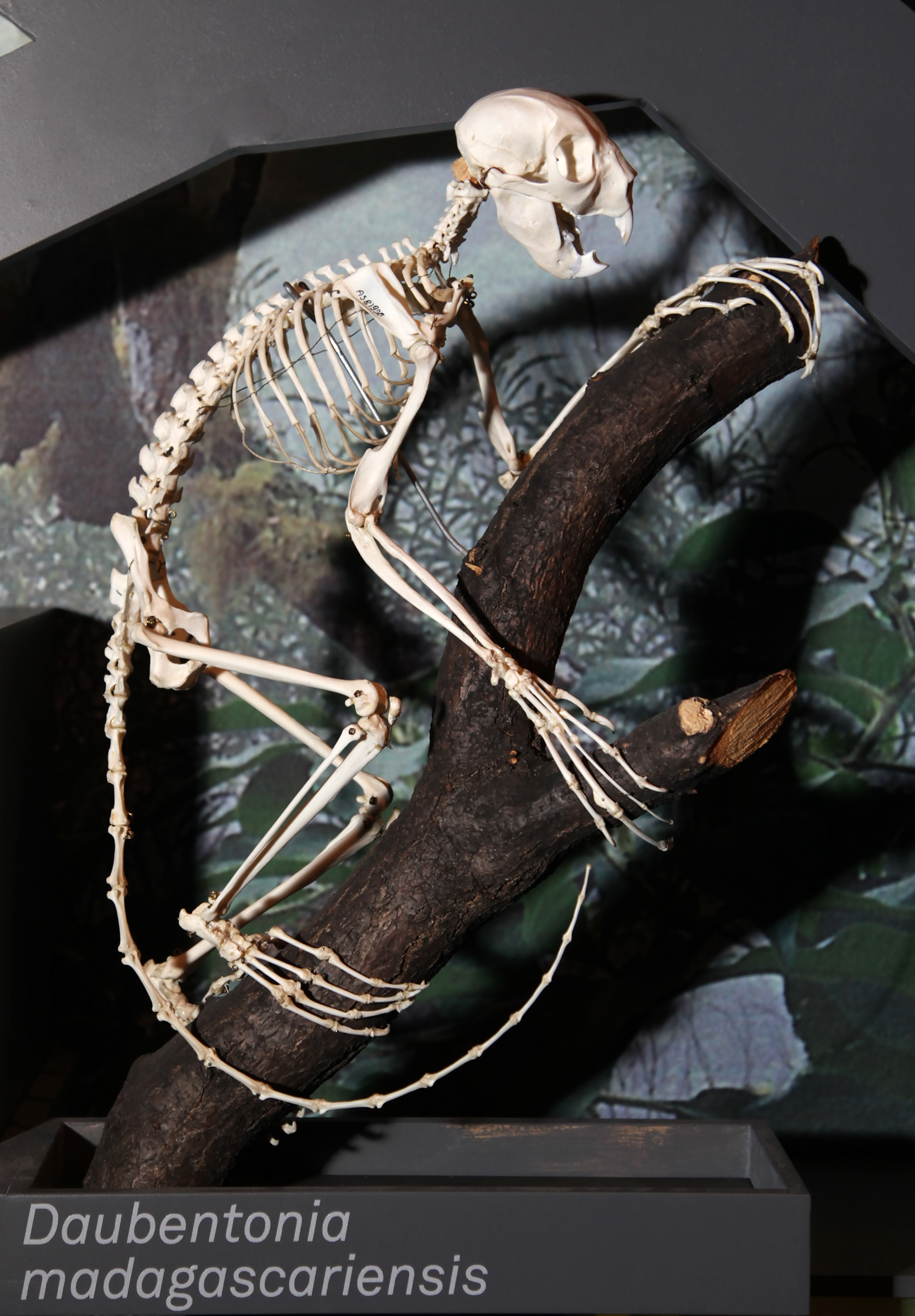
Skelet van een vingerdier

Een volwassen vingerdier weegt 2,4 à 2,5 kilogram en heeft een totale kop-romplengte van 30 tot 37 centimeter. Zijn flink behaarde pluimstaart heeft een lengte van 44 tot 53 centimeter. Het dier heeft dus een totale lengte van 74 tot 90 centimeter.

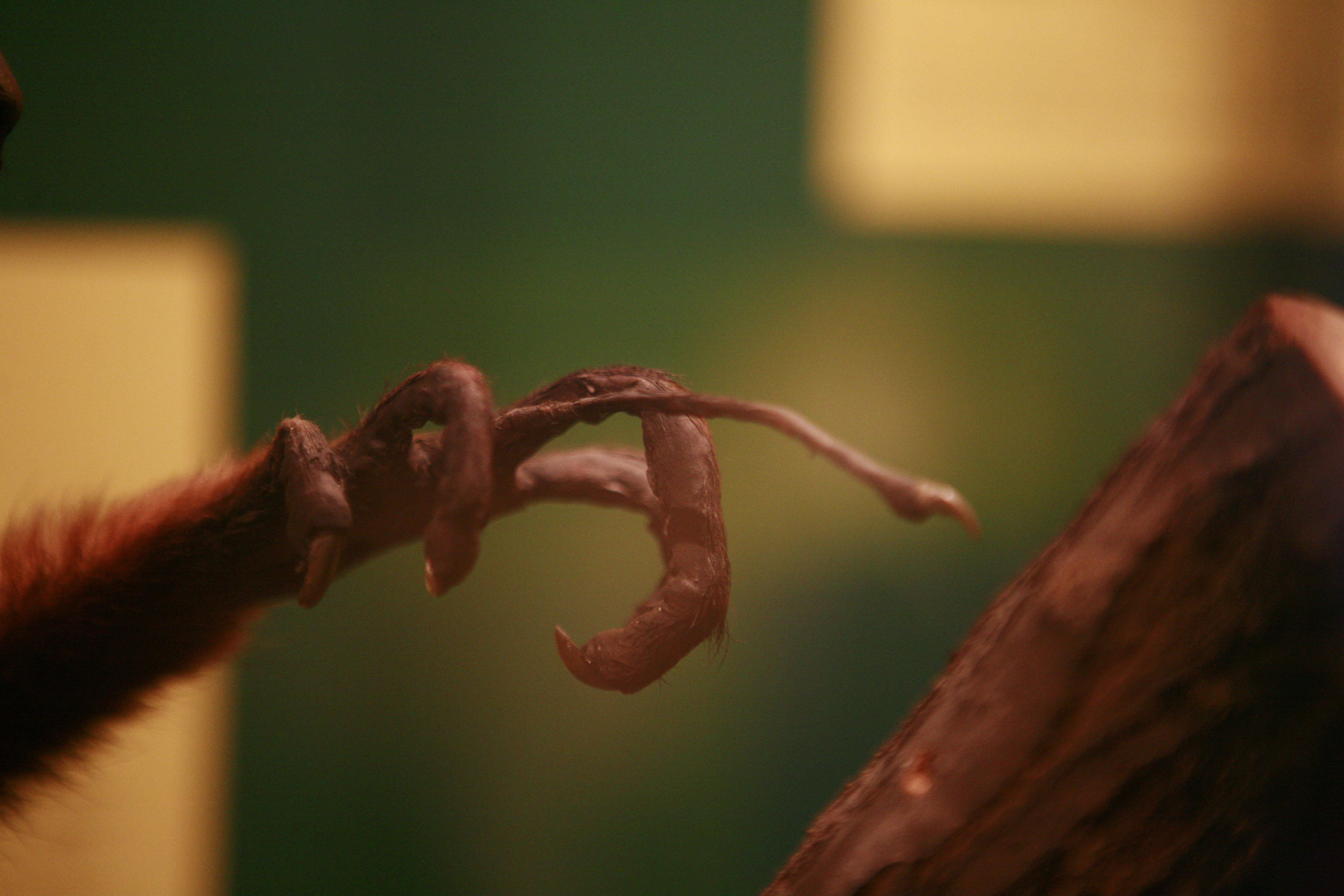
De lange middelvinger van het vingerdier

Het vingerdier heeft een dichte, kortharige ondervacht waarvan de kleur varieert tussen gebroken wit en grijs. Zijn dunner behaarde bovenvacht is donker grijsbruin tot zwart, met blekere plekken op zijn snuit en hals. Hij heeft een ronde kop met een stompe snuit, een roze neus en grote, leerachtige oren. De ogen zijn oranje gekleurd en zwart omringd. Net als bij knaagdieren groeien de snijtanden van een vingerdier continu, wat uniek is bij primaten. Het vrouwtje heeft twee melkklieren op haar liezen.
De vingers en tenen van het vingerdier zijn lang en smal en hebben, op de grote tenen na, klauwachtige nagels. De middelvinger aan de voorpoot is veel dunner dan de overige vingers. Hij bestaat uit niet meer dan botten, pezen en huid. Daarnaast heeft het dier een 'pseudoduim', vergelijkbaar met die van de reuzenpanda, die het helpt om grip te krijgen.

## Leefwijze
Het vingerdier is een nachtdier. Overdag slaapt hij in een zelfgemaakt nest van twijgen en bladeren, 7 tot 20 meter in het bladerdak. Een vingerdier gebruikt meerdere van zulke nesten; tijdens een studie gebruikten acht vingerdieren honderd nesten in twee jaar tijd. Grote bomen kunnen wel zes nesten bevatten.
Ongeveer dertig minuten voor zonsondergang worden de eerste vingerdieren actief en gaan ze op zoek naar voedsel. Dit zijn dan vrijwel alleen maar mannetjes, wijfjes worden later op de avond actief. Vingerdieren zijn solitaire dieren, maar foerageren soms in paren. Het territorium van een mannetje is tussen de 125 en 215 hectare groot en heeft vaak een grote overlap met die van andere mannetjes. In de nacht verplaatst een mannetje zich over een afstand van twee tot vier kilometer. Wanneer mannetjes elkaar tegenkomen, gaan ze elkaar meestal uit de weg. Het territorium van een vrouwtje is veel kleiner, namelijk 30 tot 50 hectare. Vrouwtjes komen elkaar dus maar weinig tegen, maar wanneer dit gebeurt, reageren ze zeer agressief. Leefgebieden worden gemarkeerd door geursporen middels urine en geurklieren.

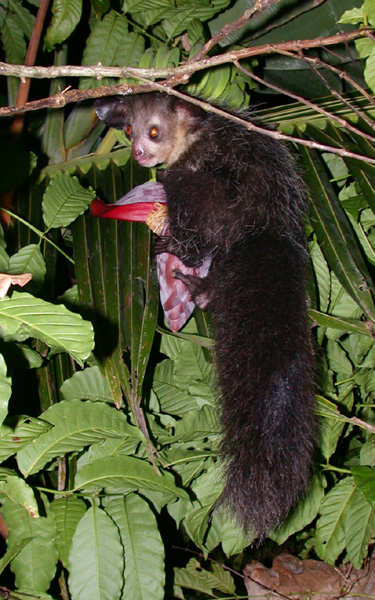
Een vingerdier drinkt nectar van een bananenbloem

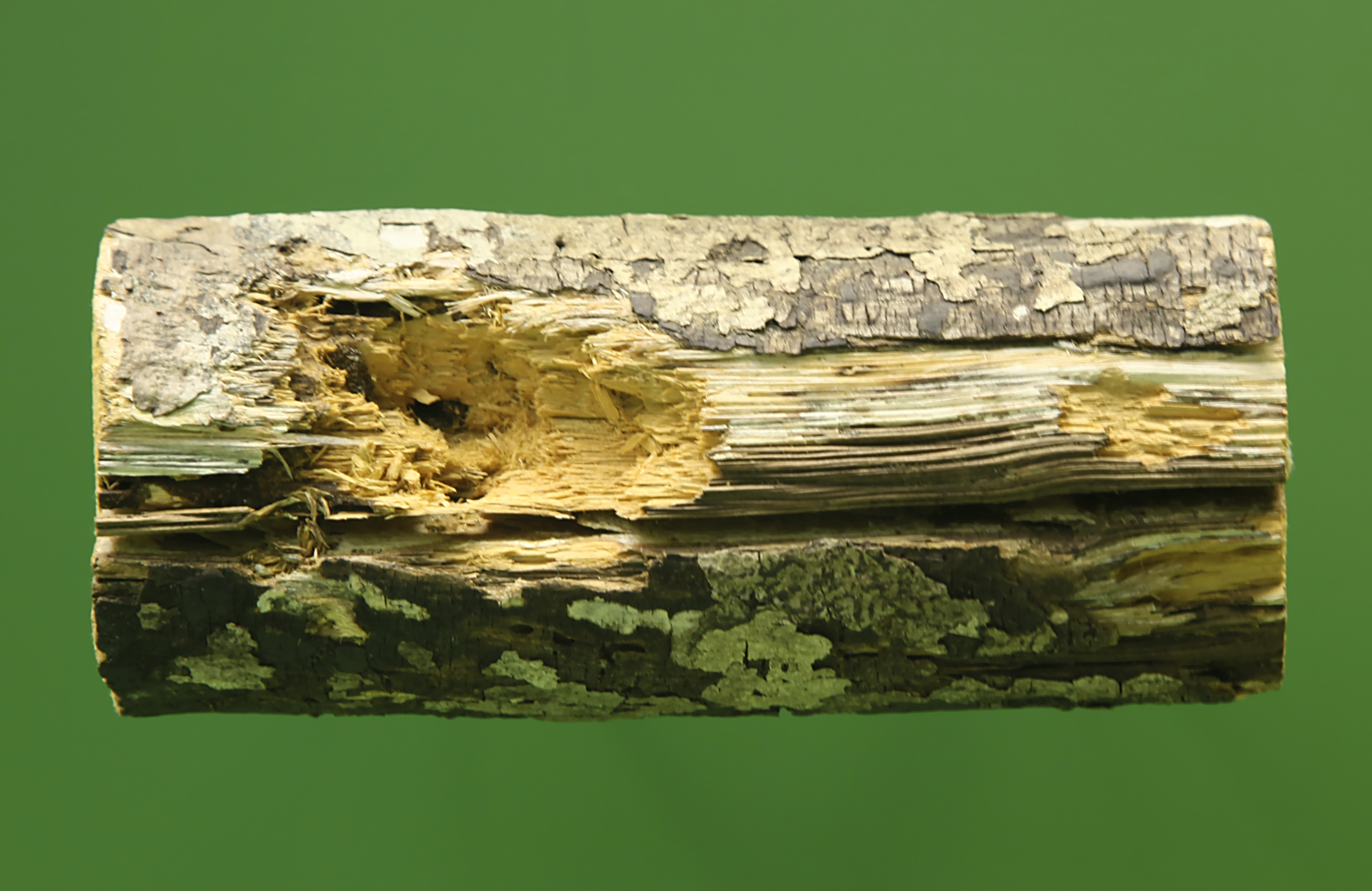
Een door een vingerdier geknaagd gat om larven te bereiken

### Dieet
Larven vormen een groot bestanddeel van het dieet van het vingerdier. Om deze larven te vinden tikt het vingerdier met zijn lange, knokige middelvinger op de bast van een boom. Op deze manier hoort hij of er holle ruimtes onder de bast zitten, de plek waar de larven voorkomen. Hij kan deze holle ruimtes lokaliseren tot wel twee centimeter diep. Als het vingerdier een larve gevonden heeft, knaagt hij een gat in de boomschors. Vervolgens gebruikt hij zijn lange middelvinger om de larve uit de bast te peuteren. Deze eigenschap om larven te vinden en naar buiten te halen is uniek voor primaten.
Een vingerdier eet behalve larven van insecten ook vruchten, nectar, paddenstoelen en noten. Hij gebruikt zijn scherpe tanden om de schil van kokosnoten door te knagen, om vervolgens met zijn lange middelvinger het vruchtvlees eruit te peuteren. Soms eet het vingerdier eieren die hij uit vogelnesten rooft.

### Voortplanting en levensloop
Het vingerdier heeft geen specifieke broedperiode. Na drie of vier jaar is een vrouwtje geslachtsrijp, maar ze is slechts eenmaal per jaar een aantal dagen vruchtbaar. Zij geeft dit te kennen door een specifieke roep en door snel rond haar nest te bewegen. Hierop komen meerdere mannetjes af, die met elkaar vechten om met haar te kunnen paren. De copulatie duurt ongeveer een uur, hierna gaat het vrouwtje naar een andere plek en herhaalt haar signalen. Per keer bevalt het vrouwtje na een draagtijd van 160 tot 170 dagen van één jong, dat ongeveer 100 gram weegt. Het jong blijft een lange tijd bij zijn moeder, die hem alle technieken leert om te overleven, zoals het zoeken naar verborgen larven. Na twee of drie jaar is het jong voldoende onafhankelijk en paart het vrouwtje opnieuw.
Vingerdieren leven betrekkelijk lang in vergelijking tot andere kleine zoogdieren. In de dierentuin Artis in Nederland bereikte een vingerdier een leeftijd van 23 jaar.

## Leefgebied en verspreiding
Het vingerdier komt alleen voor op Madagaskar, verspreid over twee gebieden. Hij komt voor in regenwouden en plantages aan de oostzijde van het eiland, van Ampanefana in het noorden tot het Nationaal park Andohahela in het zuiden. In het noordwesten van Madagaskar komt hij voor in droge loofbossen en andere typen wouden. Hoewel het verspreidingsgebied van het vingerdier het uitgestrektst is van alle lemuren, zijn de aantallen in deze gebieden erg klein.

### Bedreiging
Door de ontbossing is het huidige leefgebied van het vingerdier gefragmenteerd en is hij op de Rode Lijst van de IUCN opgenomen als een bedreigde diersoort.
Vroeger zag de plaatselijke bevolking in het diertje de reïncarnatie van overleden familieleden. Die angst mag hem dan vroeger hebben beschermd, tegenwoordig wordt er gewoon jacht op ze gemaakt. Ook rust er in sommige gebieden een fady (taboe) op het dier. Bepaalde stammen geloven dat ze 's nachts in hun huizen kruipen en met hun lange middelvinger de harten van de bewoners doorboren.

### Conservatie
Vingerdieren zijn moeilijk om in gevangenschap te houden, waardoor fokprogramma's in dierentuinen weinig succes hebben geboekt. In het noorden van Madagaskar wordt het eiland île Mon Désir gebruikt om gevangen dieren weer los te laten. Ook zijn vingerdieren in de jaren 60 van de 20e eeuw geïntroduceerd op het eiland Nosy Mangabe, een leefomgeving met weinig natuurlijke vijanden.